# Here Comes the Rain Again
„Here Comes the Rain Again” este un cântec interpretat de duetul britanic Eurythmics. A fost compus de membrii grupului și produs de Stewart. Piesa a fost lansată ca al treilea single în Regatul Unit și ca prim single în SUA de pe albumul Touch. A ajuns pe locul 4 în Billboard Hot 100 și pe locul 8 în UK Singles Chart.

## Tracklisting
7"
- A: „Here Comes the Rain Again” [edited] 3'50
- B: „Paint a rumour” [edited] 4'00

12"
- A: „Here Comes the Rain Again” [full version]* 5'05
- B1: „This City never sleeps” (live San Francisco 83) 5'30
- B2: „Paint a rumour” [full version]* 8'00

* ambele versiuni sunt mai lungi decât cea inclusă pe album

## Clasamente
| Clasament (1984)         | Poziția maximă |
| ------------------------ | -------------- |
| UK                       | 8              |
| U.S. Billboard Hot 100   | 4              |
| U.S. Hot Dance Club Play | 4              |
| Ireland                  | 8              |
| Norway                   | 10             |
| Germany                  | 14             |
| Australia                | 16             |
| Switzerland              | 19             |
| Sweden                   | 20             |